# Musée royal de Batoufam
Le Musée Royal de Batoufam en abrégé MRB, fondé en 2012, est un musée ethnographique. Situé dans la Région de l'Ouest (Cameroun), département du Koung-Khi, arrondissement de Bayangam, le MRB œuvre pour la sauvegarde, la valorisation et la diffusion du patrimoine Batoufam à travers des expositions, des ateliers et des événements culturels. Il contribue également au développement du tourisme culturel et soutient la création artistique locale, faisant de lui un lieu de mémoire et de rencontres.

## Histoire

### Début et projets
Le royaume Batoufam est un site qui renferme l’histoire du génie et du savoir-faire pluriel de son peuple dont les aspects essentiels se préservent et sont toujours visibles depuis sa fondation au 18ème siècle. Situé dans l'enceinte de ce royaume, le musée communautaire de Batoufam propose un parcours d'exposition immersive, invitant les visiteurs à découvrir l'architecture labyrinthique de cette chefferie traditionnelle. Il voit le jour dans le cadre d'une initiative visant à préserver et valoriser l'héritage architectural de la chefferie.
En 1997, la chefferie commence l'aménagement des cases d'hôtes pour accueillir les visiteurs. L'aménagement d'un musée-galerie suit cette initiative en 2007 à l'occasion de la cérémonie du Loc, exposant l'histoire et la culture de la chefferie. En 2009, il vient le tour de l'aménagement des espaces de loisirs; c'est le début de la collaboration avec le programme éponyme, mis en œuvre depuis 2006 par l'Association Pays de la Loire-Cameroun (APLC), association de la diaspora camerounaise basée à Nantes, qui plus tard sera à l'initiative de la création du Programme Route des Chefferies .
En 2011, la chefferie Batoufam signe la charte Route des Chefferies, officialisant son adhésion à ce réseau. Cette reconnaissance suit en septembre 2012 par l'inauguration du complexe touristique et culturel de la chefferie Batoufam, comprenant les cases d'hôtes et la case patrimoniale qui abrite le musée.

### Missions
Le Musée Royal de Batoufam a pour mission la préservation et la transmission du patrimoine culturel et historique local ; la promotion de la culture et des sites touristiques du royaume Batoufam à travers des expositions riches et variées ; l'éducation et la sensibilisation des visiteurs à l'histoire et aux traditions du peuple Batoufam via des visites guidées pédagogiques et interactives ; et la mise en valeur du patrimoine culturel à travers la présentation d'objets traditionnels, sculptures, parures et instruments de musique ancestraux.

## Administration

### Promoteur, tutelle et direction/gestion du musée
L'animation du musée royal de Batoufam se fait par une équipe dirigée par Sa Majesté Innocent Nayang Toukam, promoteur de l'institution, et Ngandjouong Arsène, directeur du musée, qui insufflent une dynamique de préservation et de promotion du patrimoine culturel. L'équipe se compose également de professionnels tels que Lowe Emmanuel, bibliothécaire et secrétaire d'état civil, qui veille à la conservation des documents, et Djibril, médiateur, qui facilite les échanges entre les visiteurs et les collections. Megapthieu Vanessa, responsable de la boutique, propose des objets d'art et des souvenirs représentatifs de la culture Batoufam. Le personnel de soutien, comprenant Thoungang Collins, agent d'entretien et Kiengueu Anne, responsable de la restauration assurent la qualité des services offerts. Enfin, des artistes tels que Ibrahim, artisan sculpteur, contribuent à la vie culturelle du musée; tandis que Daïna, responsable de l'hébergement offre un accueil aux visiteurs.

## Architecture et organisation de l'espace

### Architecture
La chefferie supérieure de Batoufam abrite un musée qui offre un aperçu fascinant de la culture et de l'histoire de cette communauté.
Face aux multiples menaces d'antan, les architectes de la chefferie développent une technique défensive ingénieuse, intégrée à l'architecture du palais. Les multiples couloirs, portes de petite taille et marches se créent pour désorienter et ralentir les potentiels envahisseurs. Cette conception architecturale oblige les visiteurs à se baisser pour traverser les portes et à lever un pied pour gravir les marches, donnant ainsi un avantage défensif significatif aux occupants des lieux.
Cette architecture est un témoignage vivant de l'histoire et de la résilience du peuple Batoufam. Le palais, avec ses cases d'hôtes, sa case patrimoniale et ses espaces de loisirs, offre une plongée immersive dans l'histoire et l'organisation socio-politique de ce royaume fondé au 18e siècle, permettant aux visiteurs de découvrir la culture et les traditions du peuple Batoufam.

### Organisation de l'espace
Les cases traditionnelles de la chefferie de Batoufam sont des témoignages de la philosophie de vie intérieure de ce peuple. Réparties en fonction du genre, ces habitations reflètent une organisation sociale et culturelle précise. La case de l'homme, avec sa veranda, offre un espace de repos et de recréation, tandis que la case de la femme s'organise autour de la cour et des compartiments pour les réserves de bois et de semences.
Les cases des femmes riches se distinguent par la présence du grand tambour à fente du palais, tandis que celles des femmes pauvres sont renforcées avec de la boue de terre, ou poto poto. Les cases des hommes, quant à elles, sont en panneaux de bambou de raphia, offrant une structure légère et aérée. Chaque case conçue permet de répondre aux besoins spécifiques de ses occupants, reflétant ainsi la richesse de la culture et des traditions du peuple Batoufam.
Un espace particulier est le Djah, un refuge pour les jeunes filles qui doivent s'y retirer lors des visites des hommes chez leur mère. Cet espace sert également à la préparation du noviciat, où les jeunes filles se préparent pour leur mariage. Chaque matin, elles se oignent avec de la poudre d'acajou dans cet espace, jusqu'au jour de leur mariage. Ce rituel est un témoignage de la richesse des traditions et des coutumes du peuple Batoufam, et offre un aperçu sur la vie quotidienne et les pratiques culturelles de cette communauté.

## Aspects techniques, équipements et services

### Aspects techniques
Le musée bénéficie depuis 2012 du soutien technique de la Route des Chefferies.

### Services
Le MRB est un espace culturel dynamique qui propose une expérience immersive et diversifiée à ses visiteurs. Parmi les services offerts, des visites guidées du parcours d'exposition en plein air permettent de découvrir les richesses culturelles et historiques du musée de manière approfondie. Le musée propose également des hébergements dans ses cases d'hôtes, offrant ainsi aux visiteurs la possibilité de séjourner dans un cadre authentique et pittoresque. La restauration se constitue d'une variété de menus qui mettent en valeur la cuisine locale et traditionnelle. De plus, le musée offre la possibilité de bénéficier de conteurs sur commande, permettant aux visiteurs de plonger dans l'univers des légendes et des traditions orales de la région. Cette offre diversifiée fait du Musée Royal de Batoufam, une destination pour les amateurs de culture et d'histoire.

## Collections

### Expositions permanentes
Le MRB présente une exposition plurielle qui dévoile un patrimoine culturel riche et diversifié, comprenant des artefacts traditionnels, des sculptures, des parures et des instruments de musique ancestraux. Cette exposition s'adresse à un public large et diversifié, englobant tous les âges, et offrant une expérience qui permet aux visiteurs de plonger dans l'univers culturel Batoufam. Les visites guidées, conçues comme des parcours pédagogiques et interactifs, offrent une expérience d'apprentissage privilégiée pour les amateurs d'histoire et d'anthropologie, leur permettant d'approfondir leur compréhension de la culture et de l'histoire Batoufam.

### Expositions temporaires
La chefferie de Batoufam prête en 2022 des objets pour l'exposition sur la route des chefferie du Cameroun.

## Galerie photos
| - Entrée principale du musée Royal de Batoufam - La cour des forgerons au Musée Royal de Batoufam - Trône Batoufam - Costume du Mandjong |